# Phthiracarus spadix
Phthiracarus spadix är en kvalsterart som beskrevs av Wojciech Niedbała 1983. Phthiracarus spadix ingår i släktet Phthiracarus och familjen Phthiracaridae. Inga underarter finns listade i Catalogue of Life.